# مركز المؤتمرات الدولي في كاتوفيتسه
مركز المؤتمرات الدولي في كاتوفيتسه ( pol . Międzynarodowe Centrum Kongresowe w Katowicach ، MCK) هو مركز مؤتمرات متعدد الأغراض. أُفتتح للجمهور في عام 2015. وهو ملك لمدينة كاتوفيتسه ومنذ مايو 2016 يُدار بواسطة PTWP Event Center sp. z oo على عقد إيجار متعدد السنوات من المدينة.

## التاريخ والتصميم والبناء

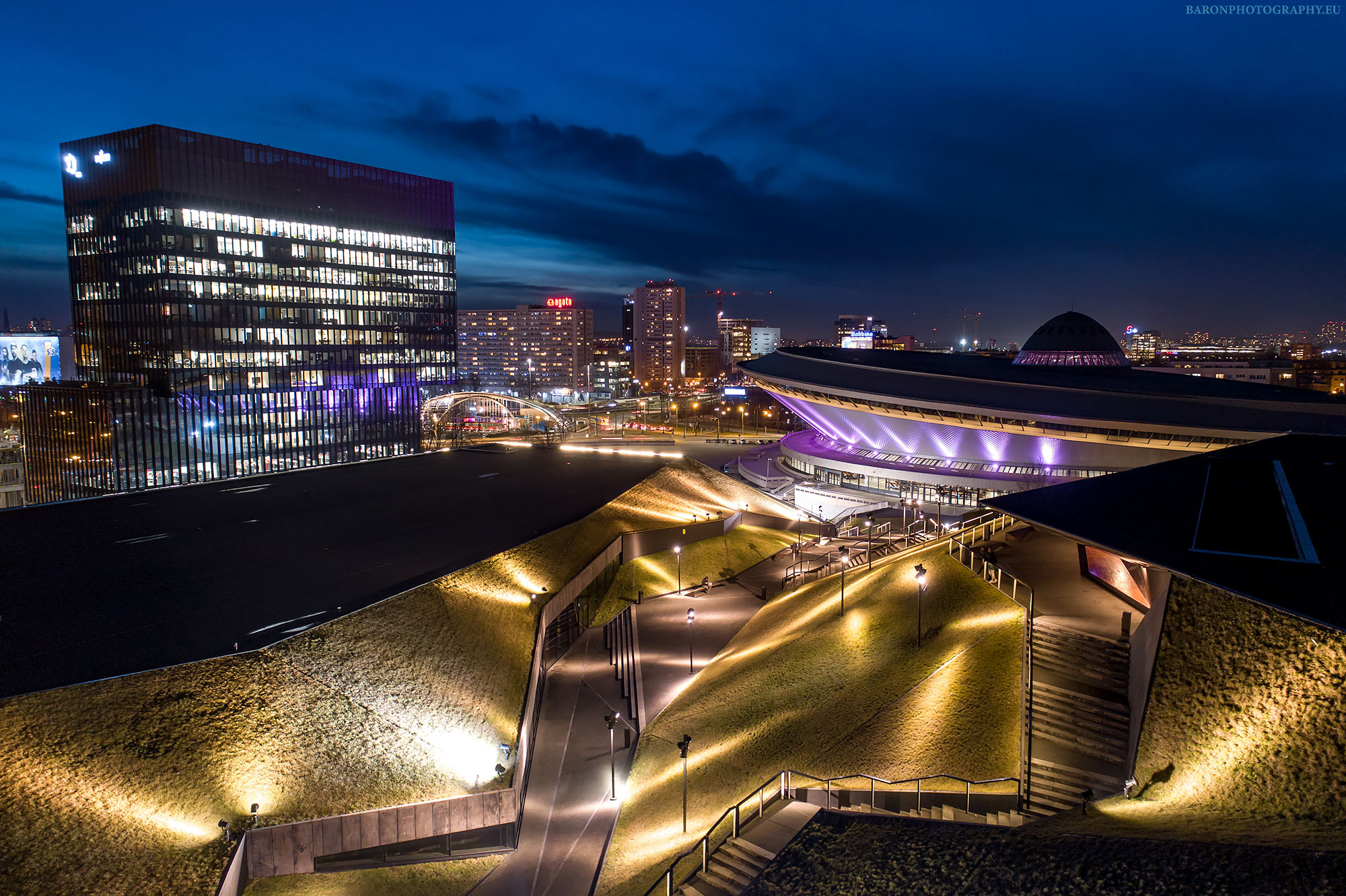
المركز من الخارج في الليل، 2020

كانت كاتوفيتسه، في معظم تاريخها الحديث، مدينة لاستخراج الفحم وقلب المنطقة الصناعية في بولندا - سيليزيا. جنبًا إلى مع سبوديك ومتحف سيليزيا وأوركسترا الإذاعة الوطنية البولندية السيمفونية، بُني مركز المؤتمرات الدولي على منطقة ما بعد الصناعة في منجم فحم "كاتوفيتشي" القديم، والذي كان يعمل حتى أواخر التسعينيات. يقع المكان في موقع مكب نفايات التعدين القديم المصنف "2A".
في عام 2011، بدأت مدينة كاتوفيتسه في بناء الموقع بتكلفة إجمالية قدرها 378 مليون زلوتي بولندي (182 مليون زلوتي بولندي من ميزانية الاتحاد الأوروبي). صُمم المكان من قبل JEMS Architekci ومُنِح عقد البناء لشركة Polimex – Mostostal المشتركة. بعد إلغاء العقد مع Polimex-Mostostal من قبل المدينة، تم منح كونسورتيوم Warbud وMercury Engineering أعمال البناء. تم الترحيب بتصميم المركز، مع وجود وادٍ مميز يمر عبره من أجل إزالة أي عائق عن رؤية سبوديك، وتم ترشيح المبنى لجائزة ميس فان دير روه في عام 2017.   يتصل المكان مباشرةً بـ Spodek عبر نفق تحت الأرض. 
انتهى بناء الموقع في مارس 2015، بعد عام إضافي. في الفترة من 12 إلى 15 مارس، عقدت غرفة التجارة الدولية حدثها الأول – Intel ESL Expo Katowice.

## السعة
ينقسم مركز المؤتمرات الدولي في كاتوفيتشي إلى 4 أجزاء:
1. غرفة متعددة الوظائف بمساحة 8174 م2 (تسع حتى 10000 شخص)، مع إمكانية تقسيم الغرفة إلى ثلاثة أجزاء بمساحة تبدأ من 2583 م2 إلى 2839م 2؛
2. قاعة الاجتماعات (تتسع لما يصل إلى 600 شخص) – منفصلة عن الباقي، ولها بهو خاص بها وغرف فحص ودورات مياه. إنه يوفر الفصل الكامل للمشاركين عن الأحداث الأخرى الجارية في نفس الالمؤتمرات الدولي؛
3. قاعات الحفلات (تسع حتى 1000 شخص) – في جزء منفصل من المبنى، مع بهو منفصل ومراحيض. ومن الممكن تقسيمها إلى ثلاث وحدات مستقلة A وB وC؛
4. مركز المؤتمرات – قاعات مؤتمرات صغيرة ومتوسطة الحجم في الطابق العلوي (26 غرفة اجتماعات تتراوح من 38 إلى 144 م2 للغرفة، مع إمكانية دمج وفصل قاعات الاجتماعات).

يحتوي الموقع على موقف سيارات يتسع لـ 1500 سيارة وحافلة.
بالتعاون مع Spodek، يمكن لمركز المؤتمرات الدولي استضافة الأحداث التي يصل عدد المشاركين فيها إلى 25000 شخص.

## المنطقة الثقافية في كاتوفيتشي
أنشأت مدينة كاتوفيتشي منطقة ثقافية (pol. Strefa Kultury) حول الجزء المعاد تطويره حديثًا من المدينة. تجاوزت التكلفة الإجمالية للتجديد الحضري للمنطقة مليار زلوتي بولندي. حصلت المنطقة على العديد من الجوائز، بما في ذلك MP Power Multi Venue 2018، وREAL ESTATE IMPACTOR 2018، وMeeting Planner Power Awards 2016، وأفضل منتج سياحي لعام 2015 في مسابقة منظمة السياحة البولندية.
- مبنى أوركسترا الإذاعة الوطنية البولندية السيمفونية
- سبوديك من مركز المؤتمرات
- مدخل متحف سيليزيا
- ناطحات سحاب كاتوفيتسه
- سبوديك ومركز المؤتمرات من متحف سيليزا

## الأحداث المستضافة
من بين الفعاليات التي أقيمت في المكان:
- المؤتمر الاقتصادي الأوروبي [europejski kongres gospodarczy]
- مؤتمر الأمم المتحدة للتغير المناخي 2018[17]
- Intel Extreme Masters نهائيات (2015–2018 and 2022–2024)[18]

أُعلن أن ويكيمانيا 2024 ستقام في مركز المؤتمرات الدولي في أغسطس 2024.